# 郗超
郗超（336年—378年），字景興，或作敬輿，小字嘉賓，高平郡金鄉縣（今山东省济宁市金乡县）人，東晉官員、書法家、佛學家。郗超是东晋权臣桓温最信任和最重要的谋士。

## 生平

### 早年
郗超的六世祖是汉末御史大夫郗虑，祖父是东晋重臣郗鉴，父親是郗愔。郗超年轻时卓尔不群，气度非凡，在于文人交游时总能脱颖而出。郗超擅长谈论，尤其是在精深的义理方面有很高的造诣，谢安曾认为他比自己侄子们出色。
郗超被桓溫征辟为征西大將軍掾，后桓温升大司马，眷拔其为记事參軍。当时桓温的幕府中，郗超与王珣齐名，并称为异才，郗超成为桓温的谋主。桓温为人英氣高邁，所以很少有受他推崇的人，然而在與郗超交谈之後，桓溫却對其非常钦佩，常说郗超深不可测，遂倾意礼待，郗超也和桓温结下深交，甚至到了同宿密谋的程度。

### 北伐
太和四年（369年）三月，桓温请与徐兖二州刺史郗愔、江州刺史桓冲、豫州刺史袁真等讨伐前燕。当时，郗愔所领徐州，为精兵所聚之地。桓温常说：“京口酒可饮、兵可用”，很不愿意让郗愔居于京口。郗愔却不知道内情，还写信给桓温，说要跟他一起扶持王室。郗超看到信之后立即把他毁掉，自己代父亲写另一封信给桓温。内容是自己年老有病，不堪军旅，请桓温统率自己所领之兵，并乞闲职自养。桓温见信大喜，即刻转郗愔为会稽太守，自己兼并郗愔之兵，又自领平北将军、徐兖二州刺史，实力大增。 
四月，桓温亲率步骑5万自姑孰(今安徽当涂)出发开始北伐。郗超认为：“道远，汴水又浅，恐漕运难通”。桓温不听。六月，桓温军至金乡(今山东嘉祥南)，适逢大旱，河床干涸，水运断绝。桓温派冠军将军毛虎生在钜野(今山东巨野北)开挖运河300里，引汶水和清水(古济水自钜野泽以下别名清水)会合。桓温率水军从清水进入黄河，船舰绵延几百里。郗超又建议：“清水入河，无通运理。若寇不战，运道又难，因资无所，实为深虑也。今盛夏，悉力径造鄴城，彼伏公威略，必望阵而走，退还幽朔矣。若能决战，呼吸可定。设欲城鄴，难为功力。百姓布野，尽为官有。易水以南，必交臂请命。但恐此计轻决，公必务其持重耳。若此计不从，便当顿兵河济，控引粮运，令资储充备，足及来夏，虽如赊迟，终亦济克。若舍此二策而连军西进，进不速决，退必愆乏，贼因此势，日月相引，僶俛秋冬，船道涩滞，且北土早寒，三军裘褐者少，恐不可以涉冬。此大限阂，非惟无食而已”。桓温不采纳，继续挥军伐燕。果然在枋头(今河南浚县西南)为燕将慕容垂所败，狼狈逃回。

### 废立之事
咸安元年（371年），桓温攻克寿春，问郗超：“此足以雪枋头之耻乎？”郗超回答：“未厌有识之情也”。桓温负其才力，久怀异志。其北伐本意是欲先立功河朔，然后接受九锡，从而夺取政权。在枋头之败后，桓温威望顿减，所以才有此一问。晚上，郗超至桓温营中，对其说：“明公既居重任，天下之责将归于公矣。若不能行废立大事、为伊霍之举者，不足镇压四海，震服宇内，岂可不深思哉！”桓温素有野心，遂纳其策，行废立之事。当年十一月，桓温廢司馬奕为东海王，后转为海西公另立會稽王司馬昱為帝，是為簡文帝。
行废立之后，桓温权倾朝野。当时郗超因为与桓温的关系，朝中大臣都很畏惧。谢安曾与左卫将军王坦之一起谒见郗超，到了晚上还未能入见，王坦之想走，谢安说：“你就不能为了性命，先忍一忍？”由此可见郗超的权势之大。郗超一直是桓温的谋主，谢安和王坦之见桓温时，郗超卧在帐中窃听他们的谈话。恰巧这时来一阵风把帐幕吹开，谢安嘲笑道：“郗生可谓入幕之宾矣。”

## 逸事
郗超篤信佛教，生性慷慨好施。其父郗愔喜欢聚财，累积的钱财超过千万，他曾打开仓库由郗超自由支取，郗超在一日之內便将其父的钱财散给亲朋故旧。郗超类似的行为有很多。
当初郗超与桓温结党，因为父亲忠于晋室，所以不敢让父亲知道。临终前，将一箱密谋书信交给门生保管，嘱咐道：“公年尊，我死以后，若以哀惋害寝食者，可呈此箱；不尔，即焚之。”后来郗愔果然悲痛欲绝，门生呈上书信，郗愔见儿子为桓温出谋划策，图谋东晋江山，大怒道：“小子死已晚矣！”从此不再悲伤。
死后，其妻周馬頭拒绝返回娘家，为一时美谈。
郗超生前與王坦之俱有重名，時人謂之：“盛德絕倫郗嘉賓，江東獨步王文度。”